# Assassinio di Paul Anlauf e Franz Lenck

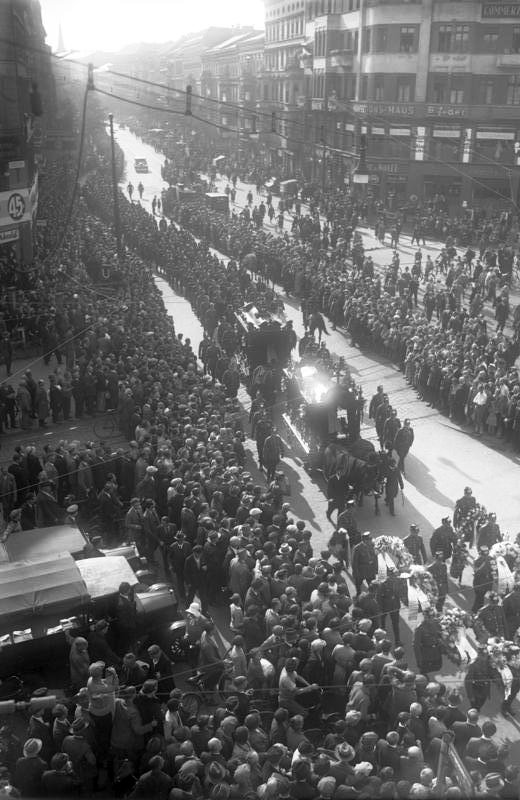
Al funerale di Paul Anlauf e Franz Lenck parteciparono migliaia di berlinesi

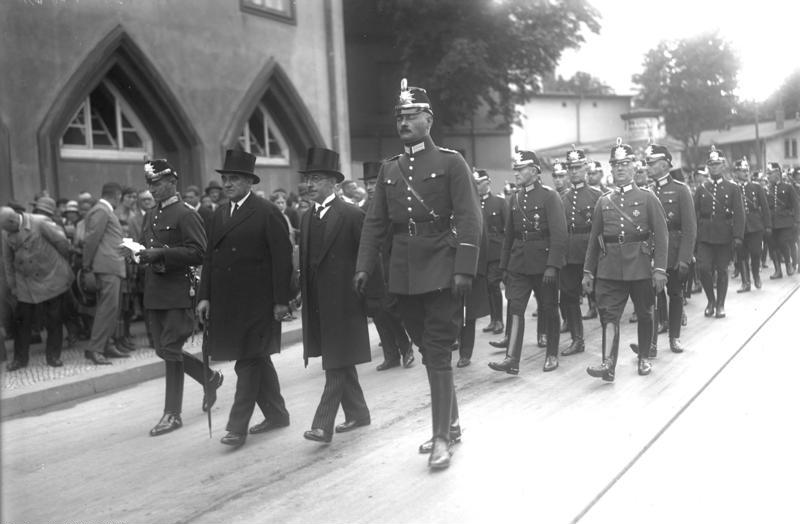
I funerali degli agenti di polizia assassinati. Davanti Magnus Heimannsberg, Albert Grzesinski e Bernhard Weiß

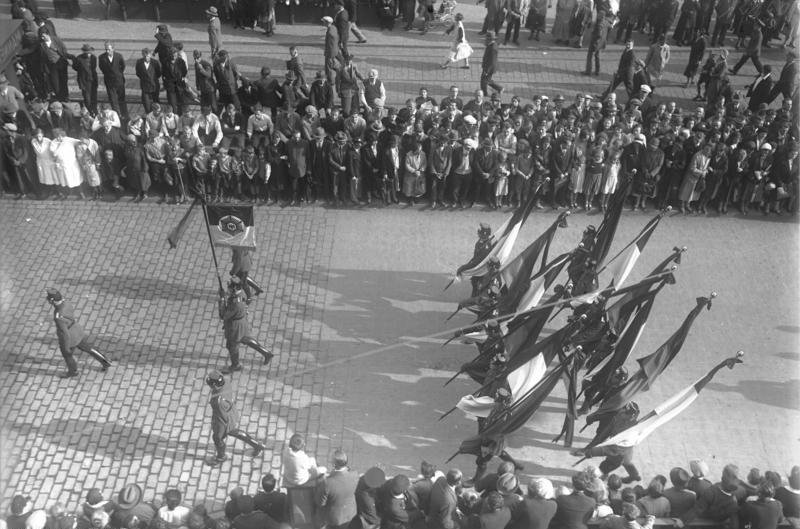
I funerali degli agenti di polizia assassinati

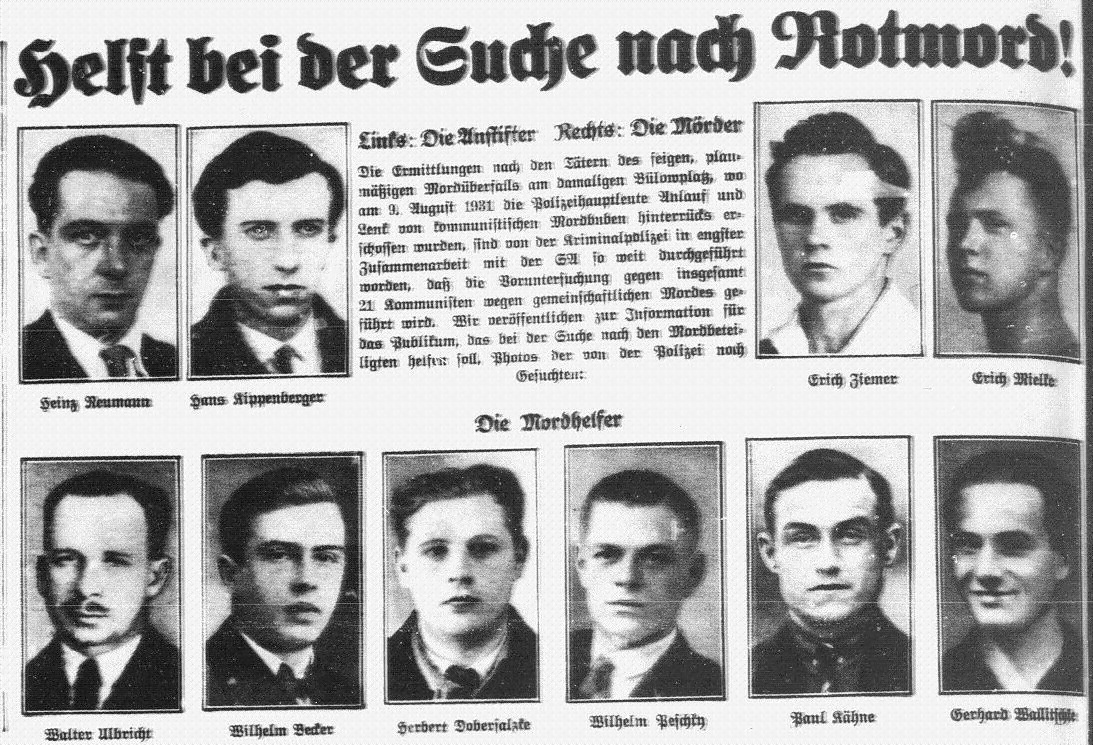
1933 Foto dei sospetti: Erich Mielke è nella fila in alto a destra

L'assassinio di Paul Anlauf e Franz Lenck fu un duplice omicidio avvenuto a Berlino, durante la Repubblica di Weimar, il 9 agosto 1931, quando il capitano della polizia Paul Anlauf (nato il 9 aprile 1882) e l'ufficiale Franz Lenck (nato il 20 maggio 1892) furono assassinati dall'ala paramilitare del Partito Comunista di Germania (KPD). Sia Anlauf sia Lenck erano membri del Partito Socialdemocratico di Germania (SPD). Uno degli assassini, Erich Mielke, divenne in seguito il capo della Stasi, la polizia segreta della Repubblica Democratica Tedesca, e fu processato e condannato per gli omicidi solo nel 1993.

## Pianificazione ed esecuzione
Durante gli ultimi giorni della Repubblica di Weimar, il contingente berlinese del Partito Comunista di Germania (KPD) aveva una politica di assassinare un ufficiale di polizia di Berlino come rappresaglia per ogni membro del KPD ucciso dalla polizia. Il 2 agosto 1931, i membri del KPD del Reichstag, Heinz Neumann e Hans Kippenberger, ricevettero una investitura, dal futuro premier della Germania dell'Est Walter Ulbricht, leader del KPD nella regione di Berlino-Brandeburgo. Infuriato per l'interferenza della polizia e per l'incapacità di Neumann e Kippenberger di seguire la politica, Ulbricht ringhiò: "A casa in Sassonia avremmo fatto qualcosa per la polizia molto tempo fa. Qui a Berlino non scherzeremo ancora a lungo. Presto colpiremo la polizia alla testa."
A seguito delle parole di Ulbricht, Kippenberger e Neumann decisero di assassinare il capitano Paul Anlauf, il quarantaduenne comandante del settimo distretto della polizia di Berlino. Il capitano Anlauf, un vedovo con tre figlie, era stato soprannominato Schweinebacke, o "Guancia di maiale" dal KPD. Secondo John Koehler:
(John Koehler)
La mattina di domenica 9 agosto 1931, Kippenberger e Neumann tennero un incontro finale della squadra in una stanza della birreria Lassant. Due giovani membri della Parteiselbstschutz, Erich Mielke ed Erich Ziemer, vennero selezionati come tiratori. Durante l'incontro, Max Matern diede una pistola Luger a un collega e disse: "Adesso stiamo facendo sul serio... Daremo a Schweinebacke qualcosa per ricordarsi di noi." Kippenberger chiese a Mielke e Ziemer: "Siete sicuri di essere pronti per uccidere Schweinebacke?" Mielke rispose di aver visto molte volte il capitano Anlauf durante le perquisizioni della polizia al quartier generale del partito. Kippenberger poi li incaricò di aspettare in una vicina birreria che avrebbe permesso loro di affacciarsi sull'intera Bülowplatz. Inoltre ricordò loro che Anlauf era accompagnato ovunque dal sergente maggiore Max Willig, che il KPD aveva soprannominato "ussaro". Kippenberger concluse: "Quando vedi Schweinebacke e Ussaro, prenditi cura di loro". Mielke e Ziemer furono informati che, una volta realizzati gli omicidi, un diversivo avrebbe facilitato la loro fuga. Dovevano quindi tornare alle loro abitazioni e attendere ulteriori istruzioni.
Quella sera, il capitano Anlauf fu attirato a Bülowplatz da una violenta manifestazione legata al plebiscito sullo scioglimento del Landtag prussiano che era in corso di svolgimento. Secondo Koehler:
(John Koehler)
Quella sera, alle venti, Mielke e Ziemer avvistarono il capitano Anlauf, il sergente Willig e il capitano Franz Lenck che camminavano davanti al cinema Babylon, che si trovava all'angolo tra Bülowplatz e Kaiser-Wilhelm-Straße. Quando raggiunsero la porta del cinema, i poliziotti sentirono qualcuno gridare "Schweinebacke".
Mentre il capitano Anlauf si voltava verso la voce, Mielke e Ziemer aprirono il fuoco a bruciapelo. Il sergente Willig venne ferito al braccio sinistro e allo stomaco, tuttavia riuscì a estrarre la sua Luger e sparò un caricatore completo sugli assalitori. Il capitano Franz Lenck venne colpito al petto e cadde morto davanti all'ingresso del cinema. Willig si avvicinò al capitano Anlauf, che aveva ricevuto due pallottole nel collo. Mentre moriva, il capitano sussultò: "Wiedersehen.... Gruss... ("Addio... saluto"). Nel frattempo, Mielke e Ziemer erano riusciti a fuggire.

## Conseguenze
Secondo John Koehler:
(John Koehler)
Migliaia di berlinesi parteciparono ai funerali degli agenti di polizia. Un monumento, creato da Hans Dammann, fu eretto per commemorare Anlauf e Lenck nell'ex Bülowplatz, poi ribattezzata Horst-Wessel-Platz, nel 1934, e fu inaugurato con una cerimonia il 29 settembre dello stesso anno. In seguito, la figlia maggiore del capitano Anlauf fu costretta a affrettare drasticamente il suo matrimonio per tenere le sue sorelle fuori da un orfanotrofio. 
Secondo Koehler:
(John Koehler)
Koehler affermò anche:
(John Koehler)

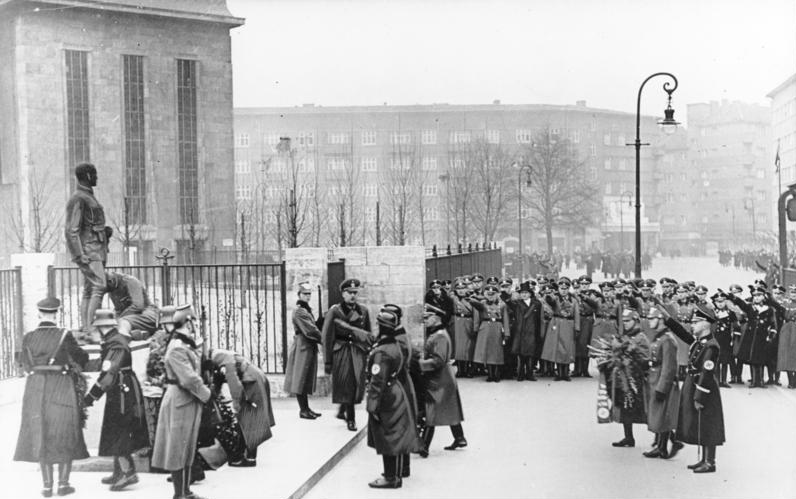
I poliziotti tedeschi depongono una corona di fiori sul monumento ai capitani Anlauf e Lenck durante il giorno della polizia tedesca, il 16 gennaio 1937. Nonostante il fatto che i capitani Anlauf e Lenck fossero membri della SPD, il saluto nazista venne dato da molti dei presenti. Nel 1951 Mielke ordinò la demolizione del monumento.

Il 19 giugno 1934, i 15 cospiratori furono condannati per omicidio di primo grado. I tre ritenuti più colpevoli, Michael Klause, Max Matern e Friedrich Bröde, furono condannati a morte. I loro complici ricevettero condanne che andavano da nove mesi a quindici anni di reclusione ai lavori forzati. La condanna di Klause venne commutata in ergastolo in base alla sua collaborazione. Bröde si era impiccato nella sua cella. Di conseguenza, solo Matern fu giustiziato per decapitazione il 22 maggio 1935. Matern fu successivamente glorificato come martire dal KPD e dalla propaganda della Germania orientale. Erich Ziemer venne ufficialmente ucciso in azione mentre prestava servizio come agente nel Servicio de Información Militar, la polizia segreta della Seconda Repubblica spagnola. Neumann e Kippenberger alla fine fuggirono in Unione Sovietica dopo che venne rivelato il loro coinvolgimento negli omicidi. Ironia della sorte, entrambi furono arrestati, torturati e giustiziati dall'NKVD durante la Grande Purga di Joseph Stalin. 

## Fantasmi di Bülowplatz
Come ultimo sopravvissuto della squadra di assassini, Mielke avrebbe continuato a guidare la Polizia segreta della Germania orientale, o Stasi, tra il 1957 e il 1989.
Nel febbraio 1992, Mielke fu processato per gli omicidi di primo grado dei capitani Anlauf e Lenck, nonché per il tentato omicidio del sergente maggiore Willig. Le prove della colpevolezza di Mielke furono tratte dagli archivi originali della polizia, dalle trascrizioni del processo del 1934 e da un libro di memorie scritto a mano in cui Mielke aveva ammesso che "l'affare Bülowplatz" era stato il motivo della sua fuga dalla Germania. Tutto era stato trovato nella cassaforte della casa di Mielke durante una perquisizione della polizia nel 1990. Si credeva che Mielke avesse conservato la documentazione allo scopo di "ricattare Honecker e altri leader della Germania orientale". L'ex reporter della Associated Press e portavoce della Casa Bianca, John Koehler, testimoniò di come Mielke si fosse vantato del suo coinvolgimento negli omicidi di Bülowplatz durante un confronto a Lipsia nel 1965.
Durante il processo, Mielke apparve sempre più senile, ammettendo la sua identità ma rimanendo in silenzio, facendo sonnellini e mostrando poco interesse per il procedimento. In un incidente ampiamente pubblicizzato, Mielke sembrò scambiare il presidente del tribunale per un barbiere della prigione. Quando un giornalista di Der Spiegel tentò di intervistarlo nella prigione di Plötzensee, Mielke rispose "Voglio tornare a letto" (in tedesco "Ich möchte in mein Bett zurück"). L'opinione pubblica era divisa sul fatto che Mielke soffrisse di demenza senile o fingesse per eludere il processo. 
Dopo venti mesi di sessioni giornaliere di un'ora e mezza, Erich Mielke venne condannato per due capi d'accusa di omicidio e uno di tentato omicidio. Il 26 ottobre 1993, una giuria di tre giudici e due giurati lo condannarono a sei anni di reclusione. Nel pronunciare la sentenza, il giudice Theodor Seidel, disse a Mielke che: "passerà alla storia come uno dei più temibili dittatori e ministri della polizia del XX secolo".
Dopo essere stato rilasciato sulla parola a causa della sua età avanzata e della sua cattiva salute mentale, Mielke morì il 21 maggio 2000, all'età di 92 anni, in una casa di cura di Berlino. L'8 giugno 2000, i fiori e le ghirlande lasciati sulla sua tomba vennero trovati strappati e la sua tomba deturpata. Gli autori di questo atto vandalico non sono mai stati catturati.